# Bateria de sal fosa

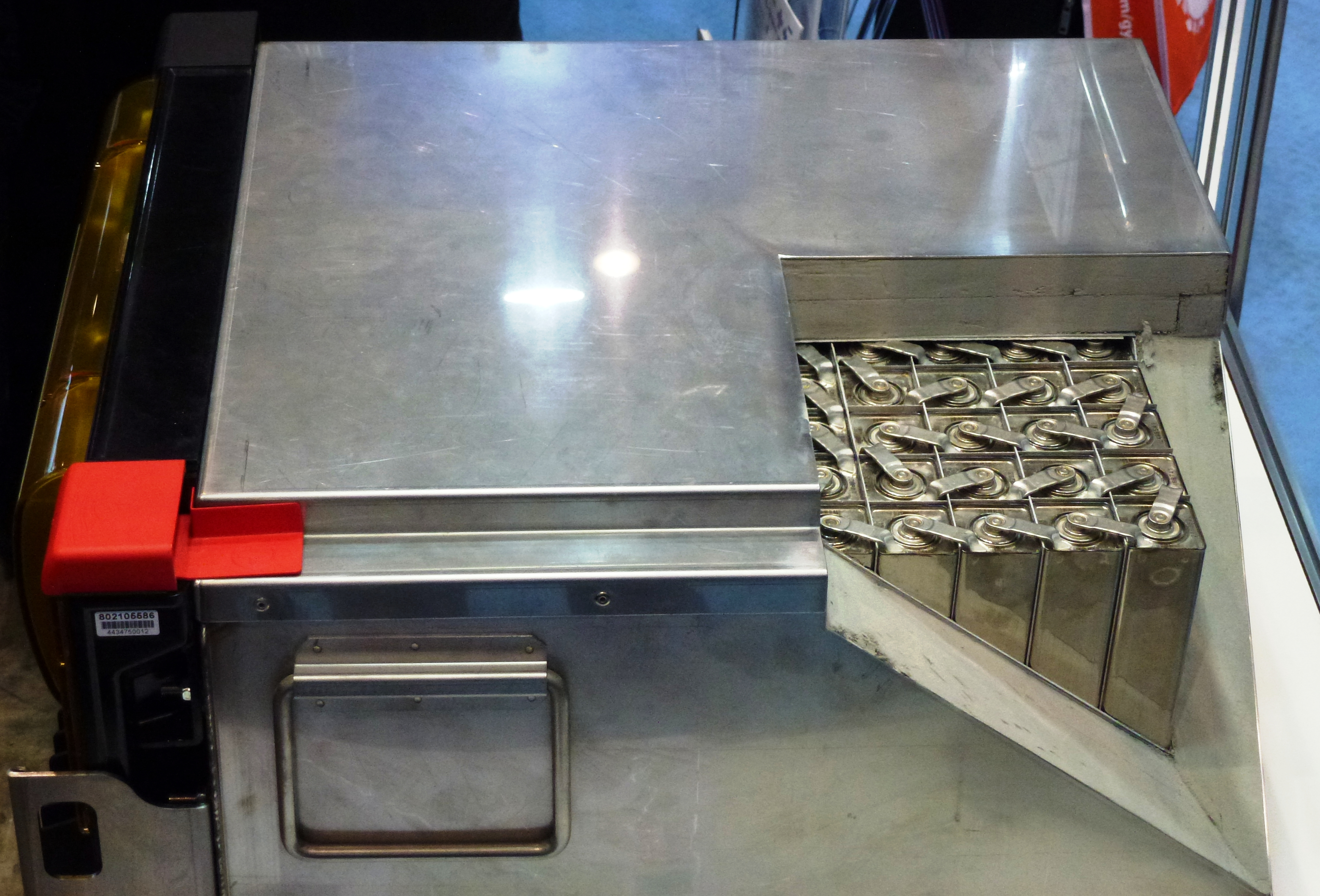
FZSoNick 48TL200: bateria de sodi-níquel amb cèl·lules segellades per soldadura i aïllament tèrmic

Les bateries de sal fosa són una classe de bateries que utilitzen sals foses com a electròlit i ofereixen una alta densitat d'energia i una alta densitat de potència. Les bateries tèrmiques tradicionals no recarregables es poden emmagatzemar en estat sòlid a temperatura ambient durant llargs períodes abans de ser activades per escalfament. Les bateries recarregables de metall líquid s'utilitzen per a la reserva d'energia industrial, vehicles elèctrics especials i per a l'emmagatzematge d'energia a la xarxa, per equilibrar les fonts d'energia renovables intermitents com ara panells solars i turbines eòliques.
L'any 2023 es va demostrar l'ús de sals foses com a electròlits per a bateries recarregables de liti metall d'alta energia.

## Història
Les bateries tèrmiques es van originar durant la Segona Guerra Mundial quan el científic alemany Georg Otto Erb va desenvolupar les primeres cèl·lules pràctiques utilitzant una barreja de sal com a electròlit. Erb va desenvolupar bateries per a aplicacions militars, incloses la bomba voladora V-1 i el coet V-2, i sistemes de fusió d'artilleria. Cap d'aquestes bateries va entrar al camp durant la guerra. Després, Erb va ser interrogat per la intel·ligència britànica. El seu treball es va informar a "The Theory and Practice of Thermal Cells". Aquesta informació es va transmetre posteriorment a la Divisió de Desenvolupament d'Artilleries dels Estats Units de l'Oficina Nacional d'Estàndards. Quan la tecnologia va arribar als Estats Units el 1946, es va aplicar immediatament per substituir els problemes de sistemes líquids que s'havien utilitzat anteriorment per alimentar espoletes de proximitat d'artilleria. Es van utilitzar per a aplicacions d'artilleria (per exemple, espoletes de proximitat) des de la Segona Guerra Mundial i més tard en armes nuclears. La mateixa tecnologia va ser estudiada pels Laboratoris Nacionals Argonne i altres investigadors durant la dècada de 1980 per utilitzar-se en vehicles elèctrics.

## Configuracions recarregables
Des de mitjans de la dècada de 1960 s'ha dut a terme un gran treball de desenvolupament de bateries recarregables utilitzant sodi (Na) per als elèctrodes negatius. El sodi és atractiu pel seu alt potencial de reducció de -2,71 volts, baix pes, abundància relativa i baix cost. Per construir bateries pràctiques, el sodi ha d'estar en forma líquida. El punt de fusió del sodi és 98 °C (208 °F). Això significa que les bateries a base de sodi funcionen a temperatures entre 245 i 350 °C (470 i 660 °F). La investigació ha investigat combinacions de metalls amb temperatures de funcionament de 200 °C (390 °F) i temperatura ambient.

### Sodi-sofre
La bateria de sodi-sofre (bateria NaS), juntament amb la bateria de liti-sofre relacionada, empra materials d'elèctrode barats i abundants. Va ser la primera bateria comercial de metall alcalí. Va utilitzar sofre líquid per a l'elèctrode positiu i un tub ceràmic d'electròlit sòlid de beta-alúmina (BASE). La corrosió dels aïllants va ser un problema perquè es van convertir gradualment en conductors i la velocitat d'autodescàrrega va augmentar.

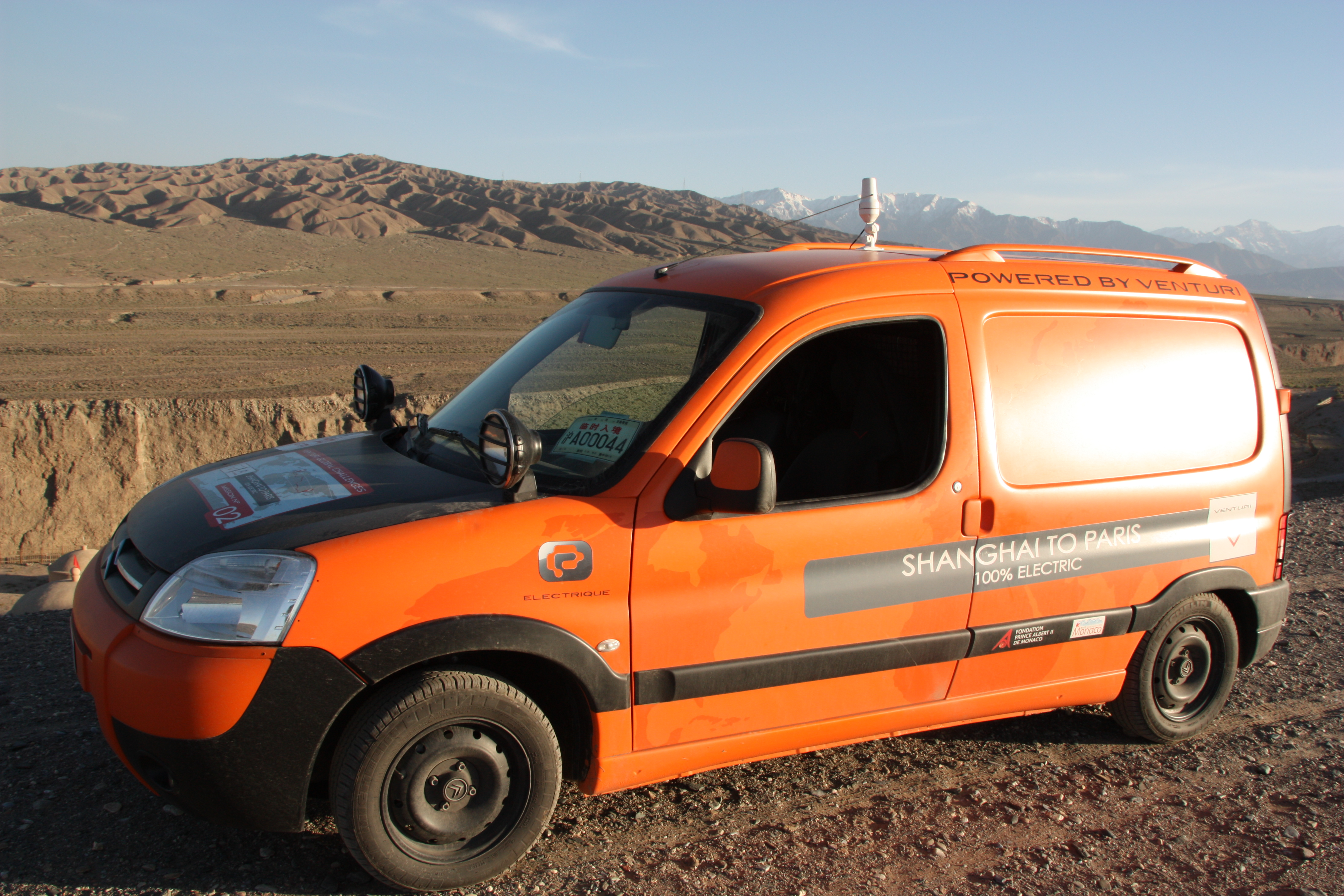
El Citroën Berlingo First Electric "Powered by Venturi" utilitzava una bateria d'emmagatzematge ZEBRA; una versió especialment preparada va ser conduïda de Xangai a París el 2010.

### Bateria de clorur de sodi-níquel (Zebra)
Una variant de baixa temperatura de les bateries de sal fosa va ser el desenvolupament de la bateria ZEBRA (originalment, "Zeolite Battery Research Africa"; més tard, la "Zero Emissions Batteries Research Activity") el 1985, desenvolupada originalment per a aplicacions de vehicles elèctrics. La bateria utilitza NaNiCl
2 amb electròlit ceràmic de Na + -beta-alúmina.

### Bateries de metall líquid
El professor Donald Sadoway de l'Institut Tecnològic de Massachusetts ha estat pioner en la investigació de bateries recarregables de metall líquid, utilitzant tant magnesi-antimoni com, més recentment, plom-antimoni. Les capes d'elèctrode i electròlit s'escalfen fins que són líquides i s'autosegreguen a causa de la densitat i la immiscibilitat. Aquestes bateries poden tenir una vida útil més llarga que les bateries convencionals, ja que els elèctrodes passen per un cicle de creació i destrucció durant el cicle de càrrega-descàrrega, cosa que els fa immunes a la degradació que afecta els elèctrodes de les bateries convencionals.

## Bateries tèrmiques (no recarregables)

### Tecnologies
Les bateries tèrmiques utilitzen un electròlit sòlid i inactiu a temperatura ambient. Es poden emmagatzemar indefinidament (més de 50 anys), però proporcionen tota la potència en un instant quan calgui. Un cop activats, proporcionen una ràfega d'alta potència durant un període curt (poques desenes de segons a 60 minuts o més), amb una sortida que va des dels watts fins als quilowatts. L'elevada potència es deu a l'alta conductivitat iònica de la sal fosa (que resulta en una baixa resistència interna), que és tres ordres de magnitud (o més) més gran que la de l'àcid sulfúric en una bateria de cotxe de plom-àcid.

### Usos
Les bateries tèrmiques s'utilitzen gairebé exclusivament per a aplicacions militars, sobretot per a armes nuclears i míssils guiats. Són la font d'energia principal per a molts míssils com l'AIM-9 Sidewinder, AIM-54 Phoenix, MIM-104 Patriot, BGM-71 TOW, BGM-109 Tomahawk i altres. En aquestes bateries, l'electròlit queda immobilitzat quan es fon per un grau especial d'òxid de magnesi que el manté al seu lloc per acció capil·lar. Aquesta barreja en pols es pressiona en pellets per formar un separador entre l'ànode i el càtode de cada cel·la de la pila de bateries. Mentre l'electròlit (sal) sigui sòlid, la bateria és inert i roman inactiva. Cada cel·la també conté una font de calor pirotècnica, que s'utilitza per escalfar la cel·la a la temperatura de funcionament típica de 400-550°C.